# Escólio (canção)
Escólio (gr: skólion; pl. skolia), eram as músicas cantadas por convidados em banquetes na Grécia Antiga. Muitas vezes, exaltando as virtudes dos deuses ou de homens heróicos, os escólios eram improvisados para atender a ocasião e acompanhados por uma lira.
Os escólios são muitas vezes referidos como "canções de banquete", "canções de convívio", ou "canções para beber". O termo também se refere à poesia composta na mesma forma. Em uso posterior, a forma foi utilizada de uma maneira mais imponente pela poesia coral (o coro grego) em louvor dos deuses ou heróis.
Diz-se que Terpander foi o inventor desta forma poética, embora isso seja duvidoso. Em vez disso, ele pode, isto sim, ter adaptado o acompanhamento musical. Tais escólios foram escritos, não só por poetas como Alceu, Anacreonte, Praxila, Simonides, mas também por Safo e Píndaro, isso revela que os escólios alcançaram alta estima pelos gregos. "Os deuses do Olimpo cantavam em seus banquetes".
O Escólio de Seikilos, datado entre 200 a.C. e 100 d.C., encontrado com a música original na notação do grego antigo, é o mais antigo exemplar completo da música grega antiga.